# Noronhia
Noronhia es un género con cincuenta especies de plantas con flores perteneciente a la familia Oleaceae. Es originario de Madagascar y las Comoras.

## Especies
| Madagascar - Noronhia alleizettei Dubard - Noronhia ambrensis H.Perrier - Noronhia boinensis H.Perrier - Noronhia boivinii Dubard - Noronhia brevituba H.Perrier - Noronhia buxifolia H.Perrier - Noronhia candicans H.Perrier - Noronhia crassinodis H.Perrier - Noronhia crassiramosa H.Perrier - Noronhia cruciata H.Perrier - Noronhia decaryana H.Perrier - Noronhia divaricata Scott-Elliot - Noronhia ecoronulata H.Perrier - Noronhia emarginata (Lam.) Thouars - Noronhia gracilipes H.Perrier - Noronhia grandifolia H.Perrier - Noronhia humbertiana H.Perrier - Noronhia introversa H.Perrier - Noronhia lanceolata H.Perrier - Noronhia leandriana H.Perrier | - Noronhia linearifolia Boivin ex Dubard - Noronhia linocerioides H.Perrier - Noronhia longipedicellata H.Perrier - Noronhia louvelii H.Perrier - Noronhia luteola H.Perrier - Noronhia mangorensis H.Perrier - Noronhia myrtoides H.Perrier - Noronhia oblanceolata H.Perrier - Noronhia ovalifolia H.Perrier - Noronhia peracuminata H.Perrier - Noronhia pervilleana (Knobl.) H.Perrier - Noronhia populifolia H.Perrier - Noronhia sambiranensis H.Perrier - Noronhia seyrigii H.Perrier - Noronhia tetrandra H.Perrier - Noronhia tubulosa H.Perrier - Noronhia verrucosa H.Perrier - Noronhia verticillata H.Perrier - Noronhia verticilliflora H.Perrier Comoras - Noronhia cochleata Labat |